# Риу-Бранку (микрорегион)

Риу-Бранку на карте.

Риу-Бранку (порт. Microrregião de Rio Branco) — микрорегион в Бразилии, входит в штат Акри. Составная часть мезорегиона Вали-ду-Акри. Население составляет 418 113 человек (на 2010 год). Площадь — 22 250,490 км². Плотность населения — 18,79 чел./км².

## Демография
Согласно сведениям, собранным в ходе переписи 2010 г. Национальным институтом географии и статистики (IBGE), население микрорегиона составляет:
| Полное население                             | Полное население                             | Полное население                             | Полное население                             | 418 113 |
| -------------------------------------------- | -------------------------------------------- | -------------------------------------------- | -------------------------------------------- | ------- |
| в том числе:                                 | Городское население                          | 347 150                                      | Процент городского населения, %              | 83,03   |
|                                              | Сельское население                           | 70 963                                       | Процент сельского населения, %               | 16,97   |
|                                              | Мужское население                            | 206 580                                      | Процент мужского населения, %                | 49,41   |
|                                              | Женское население                            | 211 533                                      | Процент женского населения, %                | 50,59   |
| Плотность населения, чел/км²                 | Плотность населения, чел/км²                 | Плотность населения, чел/км²                 | Плотность населения, чел/км²                 | 18,79   |
| Население микрорегиона в % к населению штата | Население микрорегиона в % к населению штата | Население микрорегиона в % к населению штата | Население микрорегиона в % к населению штата | 57,00   |

## Состав микрорегиона
В составе микрорегиона включены следующие муниципалитеты:
1. Акреландия
2. Бужари
3. Капишаба
4. Пласиду-ди-Кастру
5. Порту-Акри
6. Риу-Бранку
7. Сенадор-Гиомард